# Marita Liulia
Pour les articles homonymes, voir Liulia.
Marita Liulia, née à Perho (Finlande) le 27 octobre 1957, est une artiste visuelle polyvalente finlandaise et pionnière du multimédia interactif.

## Biographie
Née en 1957, Marita Liulia étudie  la littérature et l'histoire politique à l'université d'Helsinki (avec une licence en 1986) puis les arts visuels à l'université d'art et de design d'Helsinki. Elle commence sa carrière artistique dans le théâtre. Les années 1970 sont pour elle une source d'inspiration. À partir des années 1980, elle  expérimente des formes d'art et des médias différents, seule ou en coopération avec des techniciens ou d'autres artistes (comme Outi Pieski (en), Tero Saarinen, Maija Grotell ou encore Virpi Pahkinen), elle crée plusieurs installations artistiques, ainsi que des œuvres multidisciplinaires et s'intéresse aux nouvelles technologies,,.

## Œuvre (sélection)

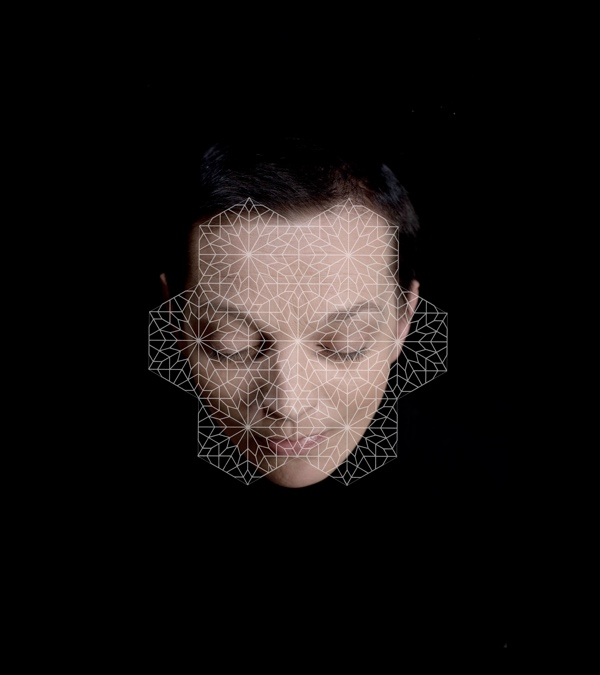
Arabesque, de Choosing My Religion.

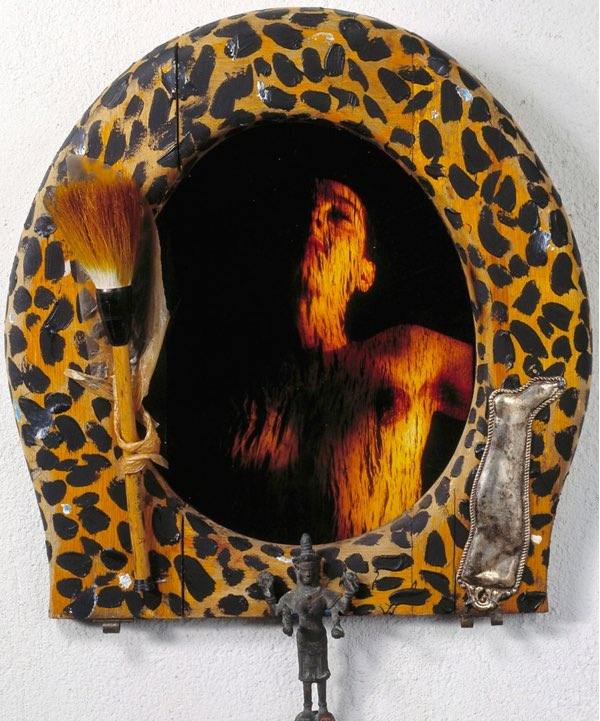
Self-portrait 1988-1990 par Marita Liulia.

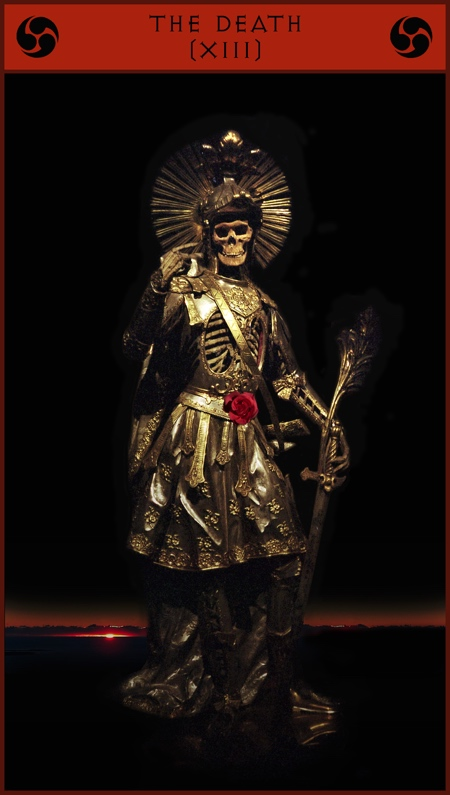
Marita Liulia Tarot, The Death XIII.

- 1990 : Religion and Prostitution (peintures)
- 1990 : Self-portraits 1980-90, from Schjerfbeck to Video Grate
- 1991 : Jackpot
- 1994 : Maire
- 1996 : Ambitious Bitch [Garce ambitieuse], CD-ROM[4]
- 1999 : Son of a Bitch (SOB)
- 2003 : Marita Liulia Tarot
- 2008 : Haitarimies (court-métrage)
- 2009 : Choosing My Religion